# Vutrisirana
Vutrisirana (nome comercial: Amvuttra) é uma medicamento utilizado para o tratamento de amiloidose hereditária mediada por transtirretina em pacientes com polineuropatia.